# Рондисоне
Рондисоне (итал. Rondissone) је насеље у Италији у округу Торино, региону Пијемонт.
Према процени из 2011. у насељу је живело 1669 становника. Насеље се налази на надморској висини од 214 м.

## Становништво
Према резултатима пописа становништва 2011. у општини је живело 1.834 становника.
| 1931. | 1936. | 1951. | 1961. | 1971. | 1981. | 1991. | 2001. | 2011. |
| ----- | ----- | ----- | ----- | ----- | ----- | ----- | ----- | ----- |
| 1.527 | 1.468 | 1.423 | 1.433 | 1.695 | 1.775 | 1.737 | 1.655 | 1.834 |

## Партнерски градови
- Peschici